# Mantet
Mantet is een gemeente in het Franse departement Pyrénées-Orientales (regio Occitanie) en telt 25 inwoners (2009). De plaats maakt deel uit van het arrondissement Prades.

## Geschiedenis
Het staat historisch vast dat het kleine herdersdorp Mantet al meer dan duizend jaar oud is. Belangrijkste getuige hiervan is het romaanse kerkje, dat de tand des tijds weerstaan heeft. Rond 1850 leefden hier meer dan 300 mensen, maar nog geen vijftig jaar terug leek het alsof Mantet niet zou overleven. Toen in 1964 eindelijk een smalle autoweg het afgelegen dorp verbond met de buitenwereld, maakten de laatste inwoners (3 families) van de geboden gelegenheid dankbaar gebruik om met hebben en houden dit te ver afgelegen dorp te verlaten.
Mantet veranderde in een spookdorp, tot zo'n 10 jaar later enkele jonge mensen besloten om hier een "nieuw" leven te beginnen. In 1984 wordt bijna het hele grondgebied van Mantet geklasseerd als natuurreservaat. In het "maison de la nature" loopt een permanente tentoonstelling over wat in de reserve te zien is.

## Geografie
De oppervlakte van de gemeente Mantet bedraagt 26,0 km², de bevolkingsdichtheid is dus 1 inwoner per km².
Mantet is met de auto enkel te bereiken via een 1760 meter hoge pas, een Coll, zoals men hier zegt. Als men deze col oversteekt is het nog twee km naar beneden rijden, en komt men in het dorpje aan. Vanaf dan zijn er enkel nog bergen die tussen prachtige valleien oprijzen tot op de Spaanse grens, of de Pic de la Dona van 2705 meter hoog.
Tijdens de zomermaanden blijft het in Mantet redelijk rustig. Het grote massatoerisme heeft Mantet nog niet ontdekt.

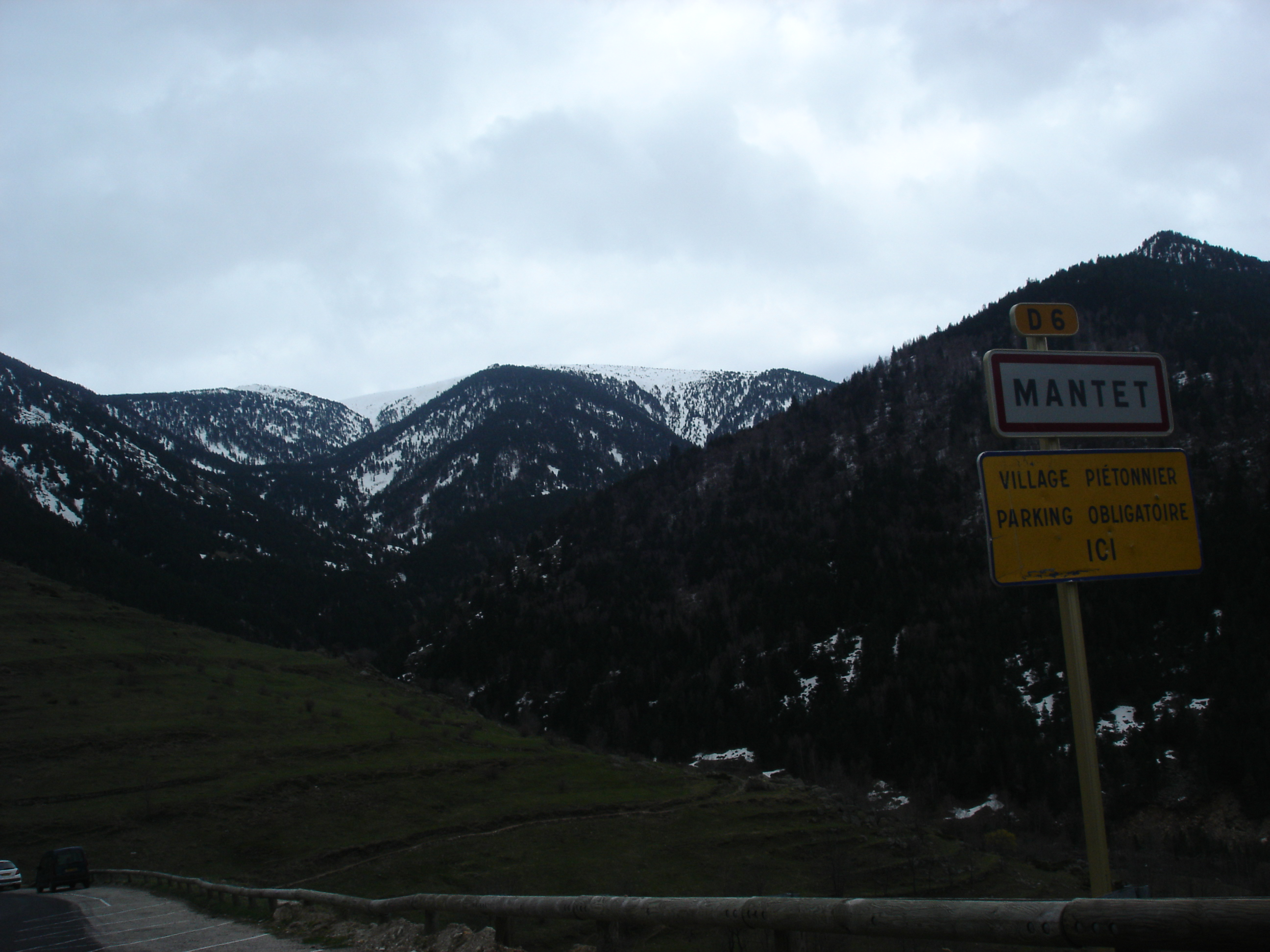
Plaatsnaambord van Mantet

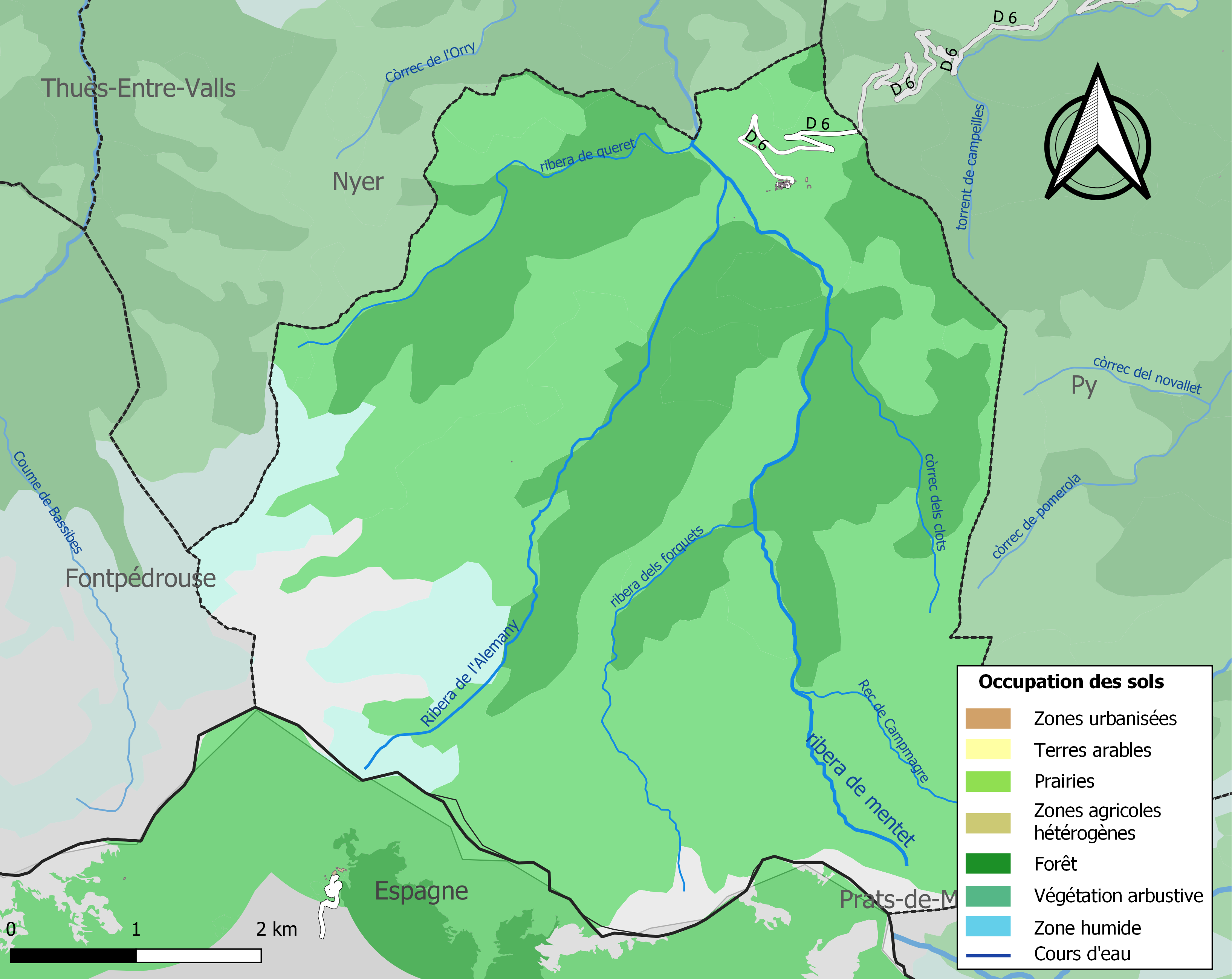
Kaart van de gemeente met de belangrijkste infrastructuur, bodemgebruik en omliggende gemeenten

## Demografie
Onderstaande figuur toont het verloop van het inwonertal (bron: INSEE-tellingen).